# Đeo vòng cho chim
Đeo vòng cho chim là đeo một thẻ kim loại hoặc nhựa nhỏ được đánh số riêng lẻ vào chân hoặc cánh của một con chim hoang dã để cho phép nhận diện cá thể chim cần theo dõi. Điều này giúp theo dõi các chuyển động của chim và lịch sử cuộc sống của nó. Việc đo lường và kiểm tra các điều kiện của lông tơ, mỡ dưới da, chỉ định tuổi và giới tính trong quá trình chụp để gọi là phổ biến. Việc tiếp thu hoặc sau đó bắt cá thể chim được đeo vòng thu thập cấp thông tin về di cư, tuổi thọ, tỷ lệ tử vong, dân số, lãnh thổ, hành vi ăn uống và các khía cạnh khác được nghiên cứu bởi các nhà nghiên cứu chim. Các phương pháp đánh dấu chim khác cũng có thể được sử dụng để cho phép nhận dạng dựa trên trường mà không yêu cầu bắt giữ.

## Lịch sử
Rostocker Pfeilstorch cung cấp bằng chứng sớm cho việc di cư chim đường dài
Những nỗ lực ghi dấu sớm nhất của chim được thực hiện bởi những người lính La Mã. Một ví dụ đã xảy ra trong cuộc chiến tranh Punic: Vào năm 218 trước Công nguyên, một con quạ được thả ra bởi một đơn vị đồn trú bị vây hãm (điều này cho thấy đây là một thực tế được thành lập). Quintus Fabius Pictor đã sử dụng một sợi chỉ trên chân chim để gửi lại tin nhắn. Trong trường hợp khác, một hiệp sĩ quan tâm đến cuộc đua xe ngựa trong thời gian Pliny (AD 1) mất quạ đến Volterra, 135 dặm (217 km) và phát hành chúng với thông tin về những người chiến thắng cuộc đua. 
Những người nuôi chim săn mồi trong thời Trung cổ sẽ phù hợp với tấm trên falcons của họ với con dấu của chủ sở hữu của họ. Từ khoảng năm 1560 trở đi, thiên nga được đánh dấu bằng một dấu thiên nga, một nick trên hóa đơn.

## Quy trình
Thường thì để đeo vòng cho chim, người ta phải bắt những con chim hoang dã trước. Phương pháp được sử dụng chủ yếu là dùng lưới, lưới bắt chim thường được làm từ những vật liệu bền, mảnh và đủ chắc để giữ chim lại nhưng không làm bị thương chim, để gỡ chim ra khỏi lưới sẽ cần một số kỹ năng nhất định để tránh làm chim bị thương. Sau khi chim được lấy ra khỏi lưới sẽ được đưa tới trạm và được các nhà điểu học (nhà nghiên cứu về chim) đánh số và gắn vòng chân, sau đó sẽ được đo đạc về các thông số như chiều dài cánh, khổi lượng. Sau khi các quy trình được hoàn tất thì chim sẽ được phóng thích về nơi hoang dã